# فرانك بورتمان
فرانك بورتمان (بالإنجليزية: Frank Portman)‏ (21 سبتمبر 1964)؛ كاتِب مُتخصِّص في أدب الأطفال، كاتب أغاني، عازف قيثارة وروائي أمريكي.

## روابط خارجية
- فرانك بورتمان على موقع ميوزك برينز (الإنجليزية)
- فرانك بورتمان على موقع أول ميوزيك (الإنجليزية)
- فرانك بورتمان على موقع ديسكوغز (الإنجليزية)